# Sant Cebrià de Vilafant
Sant Cebrià de Vilafant és una església del municipi de Vilafant (Alt Empordà) protegida com a Bé Cultural d'Interès Local.

## Descripció
Església situada al centre del poble, a la part del nucli antic. És un temple de planta rectangular, sense absis destacat. La volta de la nau és apuntada, sense cornisa. A cada banda hi ha una fornícula, una amb la Verge del Pilar i l'altra amb el Sant Crist. Igualment hi ha una capella a cada costat, afegides en el segle xviii i dedicades a la Puríssima i al Sagrat Cor. A l'entrada d'aquesta última capella es conserva una pica baptismal de l'any 1590.

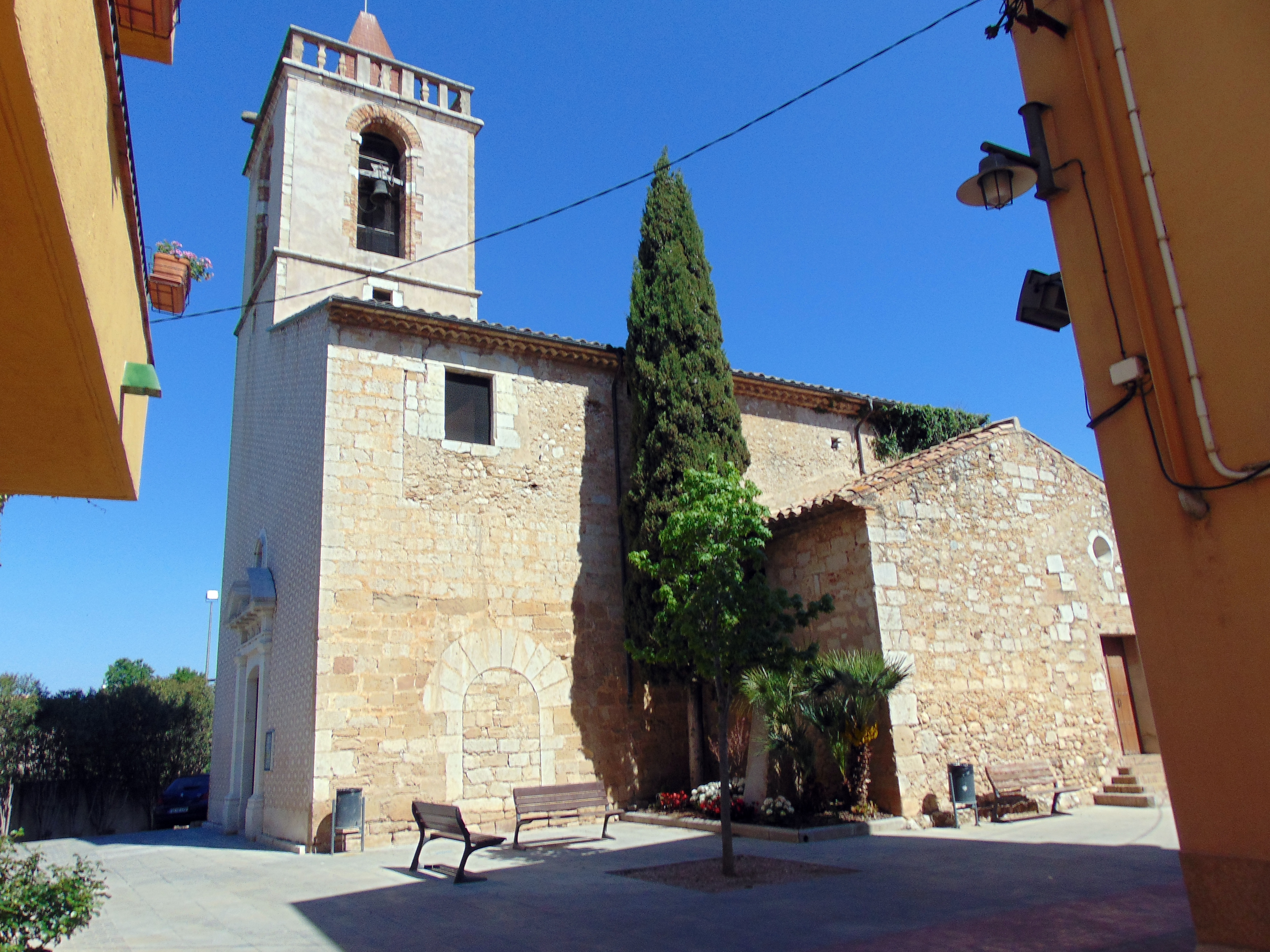

A la façana hi ha una porta neoclàssica amb arc és rebaixat i motllures decoratives al damunt, així com un frontó trencat per una obertura circular o rosetó. La façana és coberta per un arrebossat que té vestigis d'esgrafiats geomètrics.
La torre campanar, de planta quadrada, té quatre arcades de mig punt i una coberta de piràmide. Al mur meridional en resta la porta antiga tapiada, d'un sol arc de mig punt i adovellada.
El parament interior és totalment descobert, amb carreus de pedra calcària ben escairats i allisats, de les pedreres d'Avinyonet de Puigventós.

## Història
L'actual edifici no correspon al primitiu del segle xi, sinó a una construcció molt més propera al gòtic, tot i que encara tenen força les tradicions de l'arquitectura romànica anterior. Probablement, el temple actual fou construït a finals del segle xiii o XIV.
La portalada neoclàssica és del segle xviii.
L'església de Vilafant fou destruïda per la soldadesca durant la guerra dels segadors.